# David Parry
David Parry (nacido el 23 de marzo de 1949) es un director de orquesta británico que es conocido sobre todo por su trabajo dentro de la ópera. 
Parry se formó en la Universidad de Cambridge y la Royal Academy of Music en Londres. Continuó sus estudios con Sergiu Celibidache en España, abarcando un amplio repertorio y posteriormente ha trabajado en la Ópera de Dortmund, Opera North y Glyndebourne, y se convirtió en director musical de la English Touring Opera desde 1983 hasta 1987.
Descrito como "un hombre de teatro con quien los directores aman trabajar; es bueno con los cantantes; conoce el mundo de la ópera británica como la palma de la mano. Es un controvertido y franco defensor de la forma operística, y un apasionado abogado por la ópera en inglés", su obra incluye una amplia discografía de completas grabaciones de ópera de trabajos raramente representados en los sellos discográficos Opera Rara y Chandos, así como obras grabadas con bien conocidas orquestas europeas y británicas. Entre sus grabaciones están obras de compositores como Vincenzo Bellini (La straniera), Gioachino Rossini (Ricciardo e Zoraide), Giovanni Pacini, Simon Mayr y Saverio Mercadante (Emma d'Antiochia).
En 1992, fundó el Festival de Ópera de Almeida y sigue siendo su director artístico. Actualmente es un asociado artístico en el Festival de Norfolk y Norwich y un asesor artístico de Opera Rara. Ha aparecido como director invitado en la Ópera Nacional Inglesa, Ópera de Garsington, la Ópera del Festival de Glyndebourne, la Ópera Nacional Griega, la Nueva Ópera Israelí, Opera North, Ópera de Portland, la Real Ópera Sueca, la Staatsoper de Hannover, el Staatstheater de Stuttgart, el Teatro de la Zarzuela en Madrid y el Teatro de Basilea entre otros. Parry es también un miembro del personal de apoyo de la Academia de Voz internacional de Cardiff.